# Кордун, Виктор Максимович
Кордун Виктор Максимович (20 августа 1946 года, с. Васьковичи — 3 сентября 2005 года, Киев) — украинский поэт. Один из ярчайших представителей Киевской школы поэзии. Заслуженный деятель искусств Украины (2001).

## Биография
Виктор Максимович родился 20 августа 1946 года в селе Васьковичи Коростенского района Житомирской области .
Дебютировал в 1967 году на страницах «Литературной Украины», после чего сразу же был запрещен к печати. Учился в Киевском университете имени Тараса Шевченко, из которого был исключен, попав в список политически неблагонадежных. Впоследствии закончил Киевский институт театрального искусства . Вместе с поэтами Василием Голобородько, Василием Рубаном , Николаем Воробьевым и др. основал и теоретически обосновал так называемую Киевскую школу поэзии. Снова публиковать свои стихи Виктор Кордун смог только в начале 80-х годов. В 1990-х годах работал главным редактором литературного журнала Свето-Вид . Был заместителем Председателя Президиума Национального Союза писателей Украины.
Умер в Киеве 3 сентября 2005 года в результате сердечного приступа. Похоронен в городе Вишневое Киевской области.

## Произведения
- «Земля вдохновенная» (1984)
- «Песенки из маминого напрестка» (1986)
- «Славия» (1987)
- «Куст огня» (1990)
- «Солнцеворот» (1992)
- «Трава над травой» (2005).

Издавались книги в переводе на немецкий язык — «Kryptogramme» (1996) и «Weisse Psalmen» (1999), а отдельные сборники на многие языки мира.